# Румънска желязна корона
Желязната корона (на румънски: Coroana de Oţel) част от румънските кралски регалии. Поръчана е от крал Карол I по повод обявяването на Кралство Румъния през 1881 година. Направена е от Армейския арсенал (на румънски: Arsenalul Armatei) в Букурещ от стоманата на пленените турски оръжия по времето на Руско-турската война (1877-1878) в битката край Плевен. Румънският крал Карол I нарочно избира стоманата, а не злато, при направата на румънската кралска корона. Така желязото от пленените турски оръжия символизира храбростта на румънските войници и прославя тяхната воинска победа. Същата корона е използвана при коронацията на Фердинанд I и кралица Мария за владетели на Кралство Румъния през 1922 година в кралския дворец в Алба Юлия. Днес румънската желязна корона се пази в Националния музей на Румъния.